# Kaulbachstraße 44 (München)

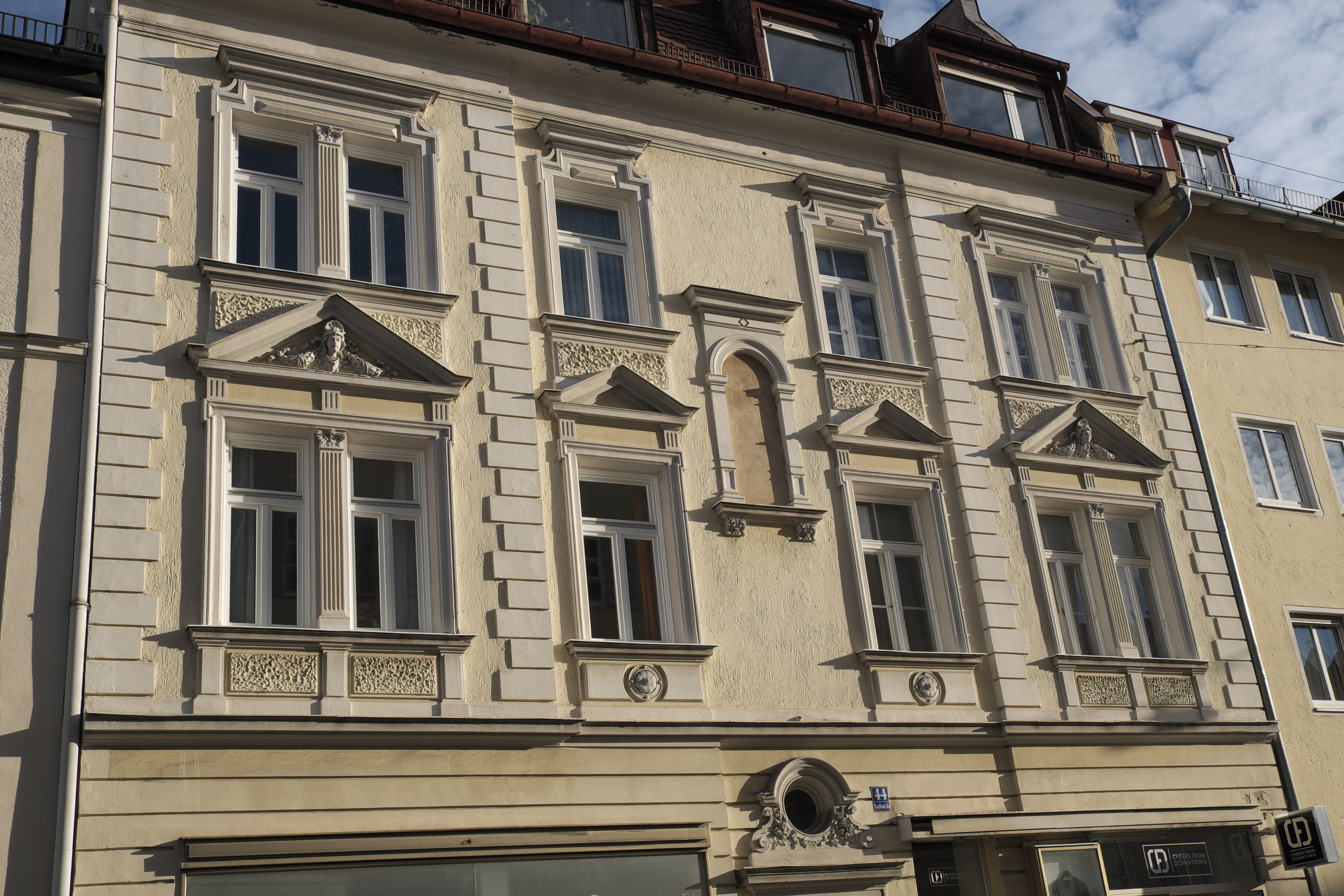
Haus Kaulbachstraße 44 in München-Maxvorstadt

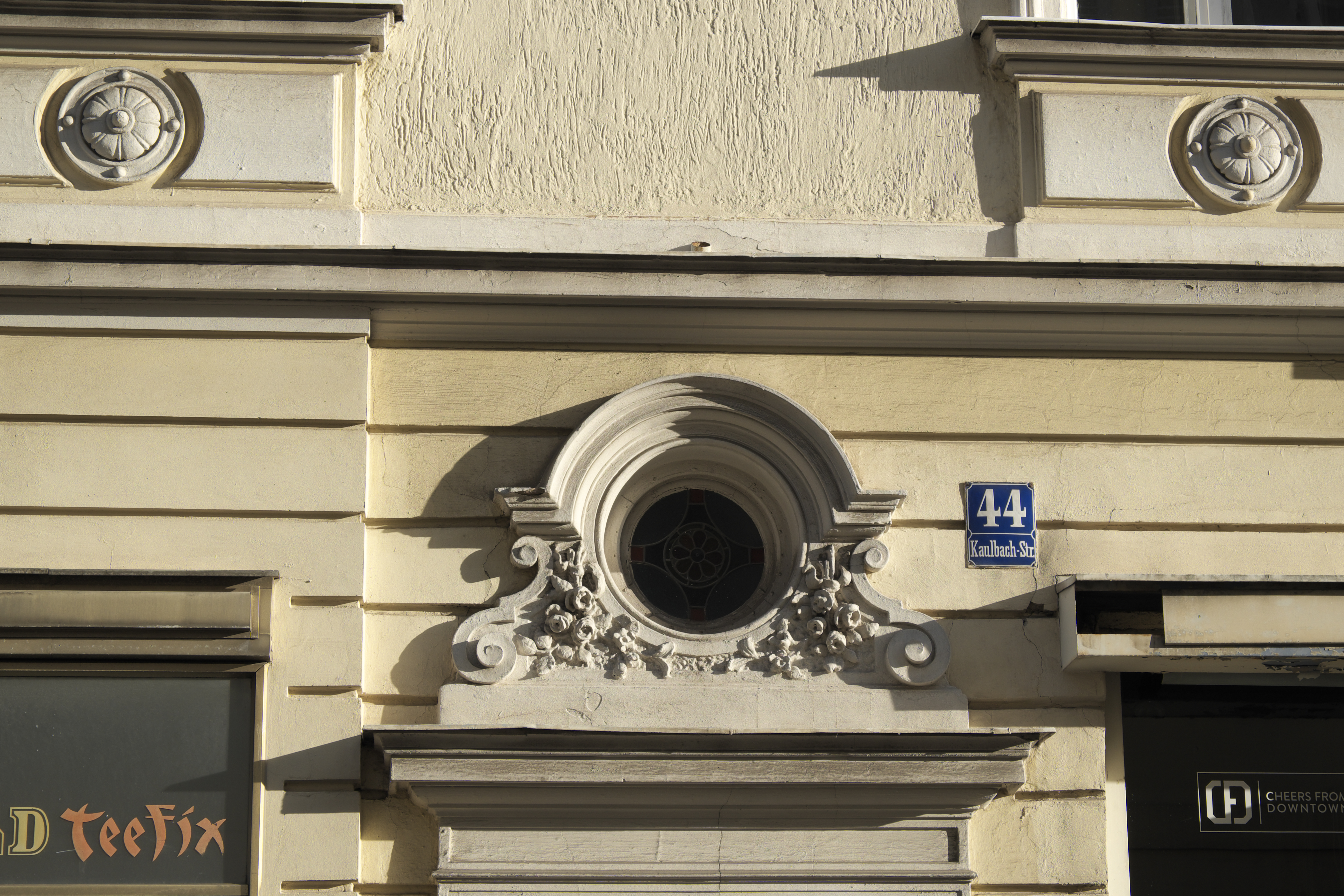
Rundfenster über dem Eingang

Das Gebäude Kaulbachstraße 44 ist ein denkmalgeschütztes Mietshaus in der Kaulbachstraße im Münchner Stadtteil Maxvorstadt.
Das Haus im Stil der Neurenaissance wurde Ende des 19. Jahrhunderts errichtet. Über dem Portal befindet sich ein schmuckvolles Rundfenster.